# Sierra Madre de Chiapas
A Sierra Madre de Chiapas (como é conhecida no México, com nomes regionais em outros países) é uma das principais cordilheiras na América Central. A Sierra Madre de Chiapas é parte da cordilheira americana, uma cordilheira que consiste em uma seqüência quase contínua de cordilheiras que formam a "espinha dorsal" ocidental da América do Norte, da América Central e da América do Sul.

## Geografia
A faixa vai noroeste-sudeste do estado de Chiapas no México, através de Guatemala ocidental, em El Salvador e em Honduras. A maioria dos vulcões da Guatemala, parte do Arco vulcânico da América Central, está dentro da faixa.
Uma estreita planície costeira situa-se ao sul da cordilheira, entre a Serra Madre e o Oceano Pacífico. Ao norte estão uma série de planícies e depressões, incluindo a Depressão de Chiapas, que separa a Serra Madre do Planalto de Chiapas, as Terras Altas da Guatemala e as planícies interiores de Honduras.
O intervalo constitui a principal divisão de drenagem entre os sistemas fluviais do Pacífico e do Atlântico. No lado do Pacífico, a distância para o mar é curta, e as correntes, embora muito numerosas, são conseqüentemente pequenas e rápidas. Alguns dos córregos das inclinações pacíficas levantam-se nas montanhas guatemaltecas, e forçam uma maneira através da serra Madre no fundo de ravinas profundas. No lado oriental, vários dos rios das encostas atlânticas atingem um volume e um tamanho consideráveis.

### Nomes regionais
É conhecida perto da cidade de Guatemala como a Sierra de las Nubes, e entra no México como a Sierra de Istatan. Sua cimeira não é uma crista bem definida, mas é muitas vezes arredondado ou achatado em uma mesa-terra. A direção dos grandes cones vulcânicos, que se erguem em uma linha irregular acima dela, não é idêntica ao eixo principal da própria Serra, exceto perto da fronteira mexicana, mas tem uma tendência mais para o sul, especialmente para El Salvador.

### Vulcões
A base de muitos dos picos vulcânicos ígneos repousa entre os contrafortes do sul na região sul da escala. É, no entanto, impossível subdividir a Serra Madre em uma cadeia do norte e uma vulcânica; Pois os vulcões são isolados por trechos de um país comparativamente baixo; Pelo menos treze rios consideráveis fluem entre eles, desde a principal bacia até o mar. Visto da costa, os cones vulcânicos parecem levantar-se diretamente das alturas centrais da Serra Madre, acima do qual eles se elevam; mas na realidade suas bases são, via de regra, mais ao sul.
A leste de Vulcão Tacana (4 092 metros) que marca a fronteira mexicana, os principais vulcões são Tajumulco (4 220 metros); Santa Maria (3 777 metros), que estava em erupção durante 1902, após séculos de quiescência, em que suas encostas haviam sido cobertas por densas florestas; Atitlan (3 557 metros), com vista do Lago Atitlan; Acatenango (3 976 metros); Fuego (isto é, "fogo," 3 763 metros), que recebeu o seu nome da sua atividade no momento da conquista espanhola; Agua (isto é, "água", 3 765 metros), assim nomeado em 1541 porque destruiu a capital anterior de Guatemala com um dilúvio da água de sua cratera inundada; e Pacaya (2 550 metros), um grupo de picos ígneos que estavam em erupção em 1870. A leste da fronteira guatemalteca, a faixa constitui a fronteira entre El Salvador e Honduras. Em El Salvador, os vulcões formam uma linha bem ao sul da faixa, onde mais de vinte vulcões formam cinco aglomerados. Entre a Serra Madre e a Linha Vulcânica encontra-se um planalto central.